# Carlo Maria Martini
Carlo Maria Martini (n. 15 februarie 1927, Torino, Italia – d. 31 august 2012, Gallarate, Lombardia, Italia) a fost un teolog catolic, călugăr iezuit, arhiepiscop de Milano și cardinal.

## Viața și educația
Carlo Maria Martini s-a născut în Piemont, ca fiu al lui Leonardo, de profesie inginer, și al Olgăi Martini. A fost botezat la 29 februarie 1927. A fost educat la școala ordinului iezuit. A intrat în Societatea lui Isus pe 25 septembrie 1944, și a fost sfințit preot de cardinalul Maurilio Fossati la 13 iulie 1952. Martini și-a completat studiile în filosofie la Școala Iezuită de studii în Gallarate, în provincia Milano, și teologia la Facultatea de Teologie din Chieri. În 1958 Carlo Maria Martini a obținut doctoratul în Teologie Fundamentală la Universitatea Pontificală Gregoriană cu teza "Il problema storico della Risurrezione negli studi recenti". După anii petrecuți la Chieri s-a întors la Roma pentru un nou doctorat în Sfânta Scriptură la Institutul Biblic Pontifical, absolvind „summa cum laude”, cu o teză despre Evanghelia Sfântului Luca.
Carlo Martini a publicat peste 40 de cărți, traduse în 11 limbi.

Stema episcopală a Cardinalului Carlo Maria Martini, în care este înscris "Pro Veritate Adversa Diligere"

## Cariera academică și hirotonirea episcopală
După completarea studiilor și-a continuat cu succes cariera universitară. În 1969 a fost numit rector al Institutului Gregorian, iar în 1978, după alegerea papei Paul al VI-lea, a fost elector la Universitatea Pontificală Gregoriană și rector magnificus, servind în acest post din 1969 până în 1978, după care a fost nominalizat cancelar al Universității Pontificale Gregoriene. În aceasta perioadă a pregătit numeroși studenți și a publicat numeroase cărți sau în periodice.  A avut deosebita onoare de a participa la diverse reuniuni ecumenice și a pregătit noua ediție a Noului Testament în limba greacă. Este autorul mai multor cărți de exerciții spirituale, după modelul iezuit.
La 29 decembrie 1979 papa Ioan Paul al II-lea l-a numit arhiepiscop al Arhidiecezei de Milano. Papa Ioan Paul al II-lea l-a hirotonit episcop în data de 6 ianuarie 1980. 
A fost numit cardinal în consistoriul din 2 februarie 1982.
Carlo Maria Martini a fost considerat unul dintre cei mai liberali membri din Colegiul Cardinalilor și un mare prelat în general.

## Controverse
Cardinalul Carlo Maria Martini a stârnit numeroase controverse, într-un interviu difuzat în revista „L'expresso” legat de folosirea prezervativului între soți, în cazul în care unul dintre ei este infestat cu HIV (SIDA),  în care acesta declara:
„Trebuie făcut tot posibilul pentru a ne opune SIDA. Cu siguranță, în unele situații, folosirea prezervativelor poate să constituie un rău mai mic." El a dat ca exemplu "situația cuplurilor căsătorite în care un partener este bolnav cu SIDA. Cel infectat este obligat să îl protejeze pe celălalt, care trebuie să poată să ia măsuri de protecție.”
Argumentul invocat de cardinalul Martini între cuplurile căsătorite nu reprezintă ceva nou, a mai fost invocat în unele cercuri ale bisericii. Au mai existat glasuri care au afirmat că în contextul căsătoriei, cu un partener infectat cu SIDA, folosirea prezervativelor ar putea fi morală, sub unele aspecte. Cardinalul Martini s-a arătat îngrijorat de răspândirea SIDA în Africa sub-sahariană, cerând folosirea tuturor mijloacelor, pentru împiedicarea acestui flagel. Dar cardinalul s-a declarat în același interviu împotriva campaniilor de folosire mai largă a prezervativului, avertizând că o astfel de abordare ar încuraja o atitudine „iresponsabilă” în domeniul sexualității, recunoscând totodată că doar abstinența și fidelitatea maritală între soți pot să reducă procentul mare de infecții cu SIDA.

## Alte apariții în media
Cardinalul Carlo Maria Martini a declarat de la Ierusalim pentru „Radio Vatican”, cu privire la Războiul din Irak, în 2003, în urma consultărilor cu ceilalți cardinali următoarele:
„Papa ne-a avertizat îndelung în lunile și săptămânile trecute asupra dezastrului unui război, iar acum asistăm zi după zi la ceea ce ne puteam aștepta, adică distrugeri, morți, răniți, prizonieri, bombardamente, orașe cuprinse de flăcări. Lucruri înspăimântătoare. Ne dăm seama că suntem în fața unei realități care neagă tot ceea ce omenirea trebuie și dorește să fie.”
„Acesta este pentru creștini un moment de rugăciune intensă, pentru ca Domnul să ne dăruiască darul păcii. De fapt, nu e de ajuns să fim împotriva războiului - toți sunt împotriva războiului - dar trebuie să fim împotriva războiului așa încât să dorim acea pace care împlinește sacrificii, care face gesturi de bunăvoință din partea tuturor și care din păcate până acum nu au avut loc.”
„Pacea trebuie să implice sacrificii și renunțări, capacitatea de a veni unul în întâmpinarea celuilalt, capacitatea de a arăta lucrurile așa cum sunt în realitate. Trebuie să lucrăm pentru o pace care să fie sinceră și coerentă, onestă. În acest scop lucrează desigur oamenii politici, dar fiecare dintre noi este chemat să lucreze în lăuntrul său la acea onestitate, la acea coerență care unită cu a altora, să poată duce la pace, pentru că pacea este mereu posibilă și sperăm să poată fi și apropiată.”